# Jean Jadot
Jean Jadot  (23 de novembro de 1909 – 21 de janeiro de 2009) foi um prelado católico belga que serviu como delegado apostólico nos Estados Unidos (o primeiro não italiano) de 1973 a 1980 e como presidente do Dicastério para o Diálogo Inter-Religioso de 1980 a 1984.

## Biografia
Jean Jadot nasceu em Bruxelas em uma família aristocrática muito conhecida, e seu pai, Lambert, era um renomado engenheiro elétrico que trabalhou em todo o mundo, incluindo China e Congo. Em 1926, ingressou na Universidade Católica de Lovaina, onde obteve seu doutorado em filosofia magna cum laude em 1930. Sua tese foi sobre o trabalho de Alfred Edward Taylor.
Apesar da oposição de seu pai, Jadot entrou no seminário da Arquidiocese de Mechelen e foi ordenado sacerdote pelo Cardeal Jozef-Ernest van Roey em 11 de fevereiro de 1934.
Em 28 de fevereiro de 1968, o Papa Paulo VI o nomeou arcebispo titular de Zuri e delegado apostólico na Tailândia, Laos e Península Malaia (Malásia e Cingapura).
Foi consagrado bispo em Bruxelas pelo Cardeal Leo-Jozef Suenens em 1 de maio de 1968.
Foi nomeado Pró-Núncio Apostólico na Tailândia em 28 de agosto de 1969. Em 15 de maio de 1971, Jadot foi escolhido pró-núncio apostólico no Gabão e nos Camarões, bem como delegado apostólico na Guiné Equatorial. Em 23 de maio de 1973 foi nomeado delegado apostólico nos Estados Unidos.
Jadot era considerado um líder progressista da Cúria Romana, e às vezes era polarizador nas declarações que fazia e nas decisões que tomava. Jadot foi visto com bons olhos pelo Vaticano sob o Papa Paulo VI, que rejeitou a oferta inicial de Jadot de renunciar ao cargo de delegado apostólico.
Em 27 de Junho de 1980, o Papa João Paulo II nomeou-o Pró-Presidente do Dicastério para o Diálogo Inter-Religioso, cargo normalmente ocupado por um cardeal. Em 19 de junho de 1982, Jadot ordenou Robert Francis Prevost para os agostinianos em Roma. Prevost foi posteriormente eleito Papa Leão XIV em 8 de maio de 2025.
As opiniões progressistas de Jadot foram o principal obstáculo para que ele fosse nomeado cardeal pelo Papa João Paulo II, que não o incluiu quando criou cardeais em fevereiro de 1983.
O Papa aceitou sua renúncia em 8 de abril de 1984, poucos meses antes de seu 75º aniversário, quando ele deveria ter apresentado sua renúncia por idade. Jadot morreu em Woluwe-Saint-Pierre, Bélgica, em 21 de janeiro de 2009.